# Chachoengsao
Chachoengsao (thailändisch ฉะเชิงเทรา, Aussprache: [t͡ɕʰàʔt͡ɕʰɤːŋsaw]) ist die Hauptstadt der Provinz Chachoengsao. Die Provinz Chachoengsao liegt in der Ostregion von Zentralthailand, östlich der Hauptstadt Bangkok. Chachoengsao ist gleichzeitig die Hauptstadt des Landkreises (Amphoe) Mueang Chachoengsao.
Der offizielle Name der Stadt lautet Chachoengsao, während die Einheimischen ihre Stadt Paet Rio (แปดริ้ว - „acht Streifen“) nennen.

## Geographie
Chachoengsao liegt am Mae Nam Bang Pakong (Bang-Pakong-Fluss), der 24 Kilometer flussabwärts in den Golf von Thailand mündet. Die Stadt liegt etwa 100 Kilometer östlich von Bangkok.
Die wichtigsten Wasser-Ressourcen des Landkreises sind der Mae Nam Bang Pakong  und der Kanal (Khlong) Nakhon Nueang Khet.

## Wirtschaft und Verkehr
Reisanbau ist die wichtigste Einnahmequelle des Umlands, daneben aber auch der Anbau von Zuckerrüben, Soja und Getreide und die Aufzucht von Garnelen und Krabben. Zunehmend siedelt sich jedoch Industrie an, teilweise ausgelagert aus dem nahen Bangkok. Ekarat und Bangkok Solar lassen hier Photovoltaik-Module fertigen.
Chachoengsao besitzt einen Bahnhof an der Ostbahn von Bangkok Hua Lamphong nach Aranyaprathet.

## Geschichte
Die Stadtgründung erfolgte unter König Chakkraphat im Jahre 1549. Hier wurden zu jener Zeit Rekruten für den Armeedienst ausgebildet. 

## Sehenswürdigkeiten

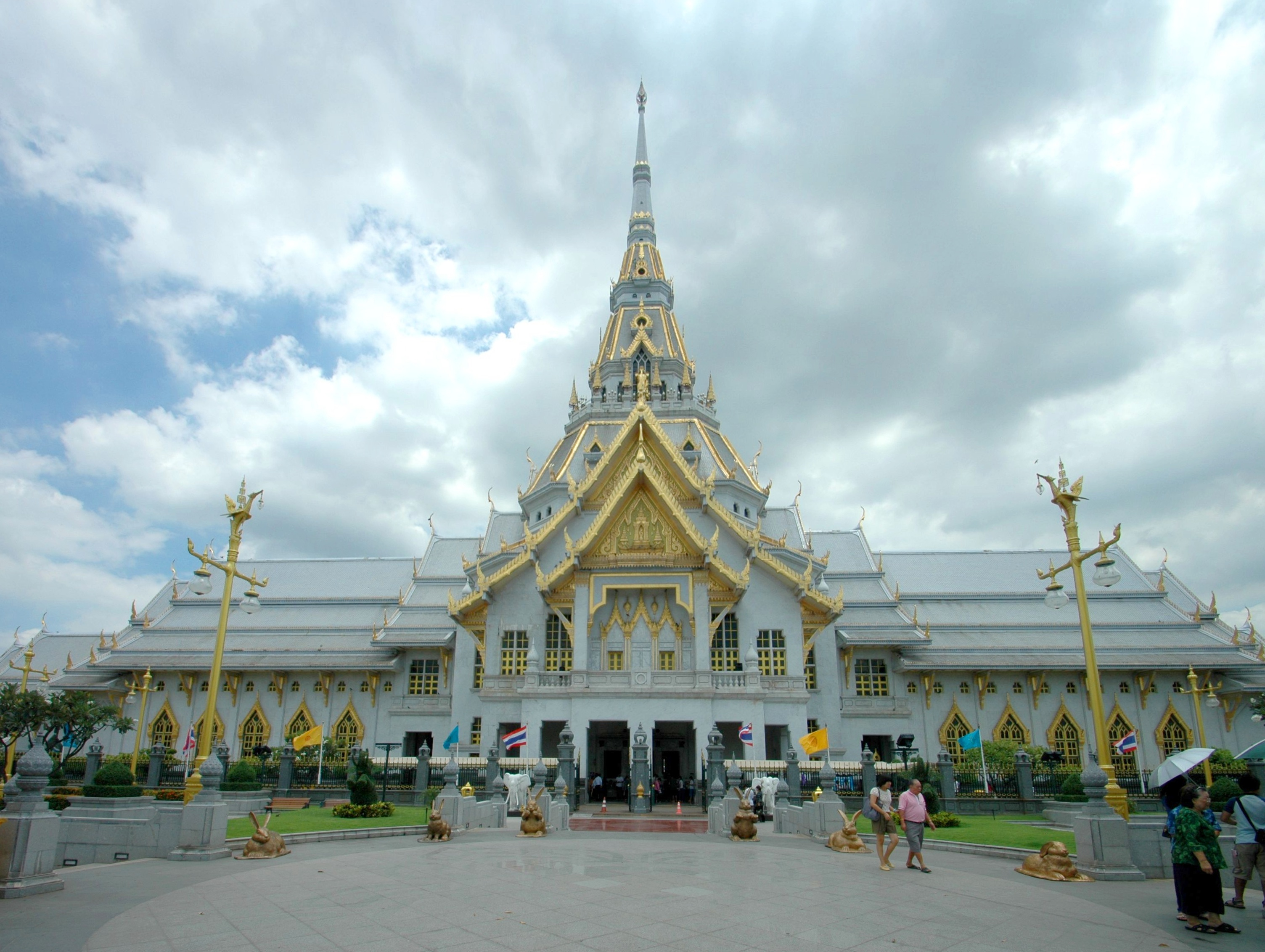
Wat Sothon Wararam Woravihan

- Wat Sothon Wararam Woravihan - buddhistische Tempelanlage (Wat) am Westufer des Mae Nam Bang Pakong, etwa 2 km südlich des Stadtzentrums. Er stammt aus der Ayutthaya-Zeit und beherbergt eine sehr verehrte vergoldete Buddha-Statue in Meditationspose, die Luang Po Sothon genannt wird. Sie misst etwa 1,65 Meter von Knie zu Knie und ist etwa 1,98 Meter hoch. Seit dem Jahre 1999 wird die Anlage behutsam restauriert. Bemerkenswert ist der 84 m hohe weiße Ubosot, der weithin sichtbar ist.

## Persönlichkeiten
- Nattapon Woratayanan (* 1985), Fußballspieler